# 3 أيام للقتل
3 أيام للقتل (بالإنجليزية: 3 Days to Kill)‏ هو فيلم حركة تم إنتاجه في فرنسا والولايات المتحدة وصدر في سنة 2014. الفيلم من إخراج ماك جي.

## القصة
تدور احداث الفليم حول عميلة للمخابرات الأمريكية تقوم بتكليف عميل سابق بمهمة قتل لشخص مهم خلال 3 أيام مقابل اعطائه دواء لعلاج حالته الخطرة.

## الميزانية والإيرادات
بلغت تكلفة إنتاج الفيلم حوالي 28 مليون دولار بينما حقق أرباحا تقدر بـ 44,497,999 دولار.

## وصلات خارجية
- 3 أيام للقتل على موقع IMDb (الإنجليزية)
- 3 أيام للقتل على موقع ميتاكريتيك (الإنجليزية)
- 3 أيام للقتل على موقع روتن توميتوز (الإنجليزية)
- 3 أيام للقتل على موقع نتفليكس (الإنجليزية)
- 3 أيام للقتل على موقع قاعدة بيانات الأفلام العربية
- 3 أيام للقتل على موقع ألو سيني (الفرنسية)
- 3 أيام للقتل على موقع Turner Classic Movies (الإنجليزية)
- 3 أيام للقتل على موقع أول موفي (الإنجليزية)
- 3 أيام للقتل على موقع بوكس أوفيس موجو (الإنجليزية)
- 3 أيام للقتل على موقع فيلمافينيتي (الإسبانية)